# 季风槽
季风槽（英語：Monsoon trough），氣象學名詞，是熱帶幅合帶的一部份，由跨赤道季風與偏東信風的幅合產生。季風槽中一般有降雨天氣，亦不時有熱帶氣旋在其中生成。